# Constitución Política del Perú de 1933
La constitución peruana de 1933, oficialmente Constitución Política del Perú, fue la décima carta política de la República del Perú, que fue discutida y sancionada por el Congreso Constituyente de 1931 y promulgada el 9 de abril de 1933 bajo el gobierno del Presidente Constitucional de la República Luis Sánchez Cerro.  Se la puede definir como moderada, aunque en muchos aspectos fortalecía al Poder Legislativo disminuyendo los privilegios del Poder Ejecutivo.  Estuvo en vigencia hasta el 28 de julio de 1980.

## Contexto
La larga dictadura de Augusto B. Leguía de once años (el llamado Oncenio), finalizó con el golpe de Estado protagonizado por el comandante Luis Sánchez Cerro, el 25 de agosto de 1930, en el contexto de una severa crisis económica mundial. Se sucedieron una serie de juntas militares, entre ellas la presidida por el mismo Sánchez Cerro. Sin embargo, estas Juntas no gozaron de apoyo nacional y la presión popular impuso al viejo líder apurimeño David Samanez Ocampo como presidente de una Junta Nacional de Gobierno, con representación de todo el país.
Samanez se avocó a la misión que le había encomendado la ciudadanía: conducir al país en su retorno a la normalidad. Para ello, pacificó momentáneamente al país e inició los preparativos para unas elecciones generales, en la que los ciudadanos elegirían al Presidente de la República y a los representantes de la Asamblea Constituyente, cuya misión sería redactar una nueva Constitución Política. La Constitución entonces vigente era la promulgada por Leguía en 1920, por lo que se entiende la necesidad del cambio, ya que existía una actitud política generalizada de acabar con todo lo que tuviera que ver con el caído régimen leguiísta.
Las elecciones generales se realizaron el 11 de octubre de 1931. En ellas se enfrentaron el comandante Sánchez Cerro, encabezando la Unión Revolucionaria, y Víctor Raúl Haya de la Torre, joven líder del partido aprista, fundado unos años antes. Triunfó el primero. Los apristas desconocieron el resultado y pasaron a la oposición, lo que constituyó el germen de una guerra civil.
Previamente, la Junta de Samanez nombró el 7 de agosto de ese año una Comisión ad honorem para que realizara un anteproyecto de Constitución. Presidía esa Comisión el notable jurista Manuel Vicente Villarán y la integraban Víctor Andrés Belaunde, Diómedes Arias Schreiber, Carlos García Castañeta, Carlos Doig y Lora, Jorge Basadre Grohmann, José León Barandiarán, Toribio Alayza y Paz Soldán, Ricardo Palma, Luis E. Valcárcel, Emilio Romero Padilla y César Antonio Ugarte. 
La Comisión dio por finalizada su tarea el 5 de diciembre y publicó el resultado de su trabajo junto con una notable exposición de motivos redactada por Villarán.

## El Congreso Constituyente de 1931
El 8 de diciembre de 1931 se instaló el Congreso Constituyente, presidido por Luis Antonio Eguiguren. Su vicepresidente era Clemente J. Revilla, quien desde 1932 asumió la presidencia. Ante dicha asamblea juramentó Sánchez Cerro como presidente constitucional de la República.
El gobierno contaba con mayoría parlamentaria: 67 “urristas”, sumados a otros aliados. Frente a ellos estaba una combativa minoría aprista de 27 representantes, quienes mostraron una inusitada beligerancia. Lo contradictorio fue que estos últimos ocuparan sus escaños parlamentarios, ya que el partido aprista había desconocido abiertamente el resultado de las elecciones.
Los parlamentarios pasaron a debatir la Constitución, teniendo como base el anteproyecto redactado por la Comisión Villarán. Los debates se prolongaron por un año y cuatro meses.
El 9 de abril de 1933 el Congreso Constituyente, en ceremonia solemne, proclamó la nueva Constitución. Ese mismo día, el presidente Sánchez Cerro, acompañado del Consejo de Ministros y de su Casa Militar, se presentó en el salón de sesiones y efectuó el juramento respectivo.

## Estructura
Constaba de 236 artículos, ordenados en 16 títulos.
- Título I: El Estado, el Territorio y la Nacionalidad.
- Título II: Garantías Constitucionales.
  - Capítulo I: Garantías Nacionales y Sociales.
  - Capítulo II: Garantías Individuales.
- Título III: Educación.
- Título IV: Ciudadanía y sufragio.
- Título V: Poder Legislativo.
- Título VI: Formación y promulgación de las leyes.
- Título VII: Poder Ejecutivo.
  - Capítulo I: Presidente de la República.
  - Capítulo II: Ministros de Estado.
  - Capítulo III: Comisiones consultivas y Consejos técnicos.
- Título VIII: Consejo de Economía Nacional.
- Título IX: Régimen interior de la República.
- Título X: Administración departamental y municipal.
  - Capítulo I: Concejos departamentales.
  - Capítulo II: Concejos municipales.
- Título XI: Comunidades de indígenas.
- Título XII: Fuerza Armada.
- Título XIII: Poder Judicial.
- Título XIV: Religión.
- Título XV: Reforma de la Constitución.
- Título XVI: Disposiciones transitorias.

## Principales disposiciones
- Se prohibió la reelección presidencial inmediata, recalcando que esta prohibición no podía ser reformada ni derogada. Todo aquel que propusiera o defendiera tal propuesta cesaría de inmediato de todo cargo público y sería inhabilitado de ejercerla de por vida. Tal drástica disposición tuvo en cuenta la experiencia de Leguía, quien se reeligió tres veces a lo largo de la década de 1920.
- Se fijó el período presidencial en cinco años, es decir, similar a lo estipulado en la anterior Constitución. En 1939 fue ampliado a seis años, tras una reforma constitucional aprobada por plebiscito.
- El Presidente de la República quedó limitado en sus funciones. Solo podía nombrar y remover a los miembros del gabinete en acuerdo con el Presidente del Consejo de Ministros. Sus actos debían ser refrendados por los ministros y hasta los mensajes presidenciales debían ser aprobados en sesión del Consejo. Quedó igualmente limitado en sus funciones por el Parlamento, el cual podía acusar al Presidente, y privarlo de su cargo conforme a la Constitución. En contraparte, no se le otorgó la facultad de disolver el Parlamento; y no se le reconoció tampoco en el articulado orgánico de la Constitución, el derecho de devolver al Congreso, para una segunda deliberación, los proyectos de ley aprobados por éste. Y finalmente, el presidente quedó limitado por la ciudadanía. La Constitución franqueó a cualquier ciudadano el recurso llamado de acción popular contra los decretos o resoluciones expedidos por el Poder Ejecutivo, ante los tribunales de justicia, para que estos declarasen la ilegalidad o la inconstitucionalidad de los mismos (este recurso solo se reglamentó en 1963, en la ley orgánica del Poder Judicial).
- Se abolieron las vicepresidencias. En caso de no poder ejercer sus funciones el presidente (por vacancia o suspensión de cargo), asumía el poder ejecutivo el Consejo de Ministros. Las vicepresidencias (primera y segunda) fueron restituidas por ley del 1 de abril de 1936.
- El Parlamento sería bicameral, integrado por una Cámara de Diputados y un Senado funcional. Se amplió sus poderes de manera ilimitada, recortándose las funciones y privilegios del Poder Ejecutivo. Además de la ya mencionada facultad de acusar al Presidente y privarlo de su cargo, las Cámaras tenían el derecho de censurar a los Ministros por separado o al Consejo de Ministros en pleno.
- Estableció el derecho de sufragio para todos los ciudadanos mayores de 21 años (mayoría de edad para la época) que supiesen leer y escribir. Quedó rechazado el sufragio irrestricto a favor de la mujer y de los analfabetos (aunque se concedió a las mujeres la votación en las elecciones municipales) y el 7 de septiembre de 1955 se permitió el sufragio femenino total.
- El voto sería directo y secreto.
- Mantuvo el centralismo administrativo al establecer que el Estado «es uno e indivisible», aunque otorgó autonomía económica y administrativa a los municipios.
- El Estado protegía a la religión católica, en consideración de ser la religión mayoritaria del pueblo. Sin embargo, las demás religiones gozaban de libertad para el ejercicio de sus respectivos cultos.
- Entre los derechos fundamentales reconocidos figuraban la libertad laboral, la prohibición de prisión por deudas, la libertad de conciencia y de creencia, el derecho de petición, la inviolabilidad del domicilio y de la correspondencia, las libertades de reunión y de prensa, y el derecho de no ser expatriado. Todos estos derechos, y otros más, daban lugar a la acción del habeas corpus.
- Se crearon instituciones novedosas como los Consejos Departamentales, la Cámara Alta de composición funcional, el Consejo de Economía Nacional, los cuales no llegaron a funcionar.
- En su artículo 53 establecía que

El Estado no reconoce la existencia legal de los partidos políticos de organización internacional. Los que pertenecen a ellos no pueden desempeñar ninguna función política.

Esta norma fue usada como un arma legal de la represión política, pues se aplicó contra el partido aprista y el partido comunista, calificados como “partidos internacionales”.
- Se contemplaba la pena de muerte por delitos de traición a la patria y homicidio calificado. El artículo 54 decía a la letra:

La pena de muerte se impondrá por delito de traición a la patria y homicidio calificado, y por todos aquellos que señale la ley.

Bajo el amparo de esta norma, esta pena máxima se aplicó en gran escala para los delitos políticos, a lo largo de la década de 1930.

## Reformas posteriores
El 30 de abril de 1933, a menos de un mes de haber firmado la Constitución de 1933, el presidente Sánchez Cerro fue asesinado en el Hipódromo de Santa Beatriz, muriendo poco después en el Hospital Italiano. De acuerdo a la Constitución, a falta de vicepresidente, el Consejo de Ministros, presidido por José Matías Manzanilla, asumió transitoriamente el Poder Ejecutivo. Esa misma tarde se reunió el Congreso Constituyente y por una abrumadora mayoría de 81 votos sobre un total de 88 representantes, eligió como Presidente de la República al general Óscar R. Benavides, con la misión de completar el período del difunto gobernante, es decir, hasta el 8 de diciembre de 1936. Constituyó este acto una manifiesta violación constitucional, pero se invocó la situación de emergencia.
Entre las diversas medidas tomadas por el gobierno de Benavides, cabe mencionar aquí la Ley N.º 8237 de 1 de abril de 1936, por el cual se restituían los cargos de Vicepresidentes, que serían dos, el Primer y el Segundo, elegidos al mismo tiempo, en igual forma, con las mismas calidades y para el mismo período que el presidente.
Finalizando ya Benavides el período para el que había sido designado, convocó a elecciones en 1936. En ellas virtualmente triunfó el expresidente del Congreso Constituyente Luis Antonio Eguiguren; sin embargo fueron anuladas por el gobierno, aduciendo que aquel candidato había recibido el apoyo del APRA, un partido fuera de la ley por su condición de «partido internacional». El Congreso Constituyente prorrogó entonces por tres años, hasta el 8 de diciembre de 1939, el mandato presidencial de Benavides, otorgándole, además, facultades extraordinarias de carácter legislativo, pues el Congreso terminaba sus funciones el 8 de diciembre de 1936. Una vez más se tomaban así decisiones flagrantemente anticonstitucionales. Las sesiones del Congreso terminaron en riña exacerbada. El gobierno deportó a sus principales adversarios, entre ellos varios exdiputados constituyentes, y se afianzó en el poder. Así finalizó, sin pena ni gloria, el Congreso Constituyente de 1931-33.
Benavides continuó pues, su gobierno, convertido ya en una auténtica dictadura, cuyo lema fue «Orden, paz y trabajo». Ya próximo a finalizar su mandato, convocó a un plebiscito, con el objetivo de aprobar algunas reformas a la Constitución que consideró necesarias, entre ellas la disminución de las facultades legislativas del Congreso en materia económica y la ampliación del período presidencial en seis años. En suma, quería robustecer el poder del Presidente de la República y evitar que su sucesor sufriera los excesos del parlamentarismo. El plebiscito se realizó el 18 de junio de 1939 y las reformas fueron aprobadas por el voto ciudadano. Cabe señalar que este procedimiento violaba una vez más la Constitución, pues ésta no contemplaba el plebiscito como forma de consulta popular.

## Vigencia y derogación
La Constitución de 1933 tuvo una trayectoria accidentada debido a los vaivenes políticos característicos de esta etapa republicana peruana, que se desenvolvió entre dictaduras militares y democracias representativas. Además de las dictaduras de Sánchez Cerro y Benavides, hubo posteriormente tres rupturas del orden constitucional: en 1948-1956, en 1962-1963 y en 1968-1980. En esas circunstancias, lo usual era que los militares golpistas conformaran una Junta Militar, que imponían un Estatuto por el cual asumían las funciones propias de los poderes ejecutivo y legislativo reglamentadas en la Constitución. En teoría, debían respetar el resto del ordenamiento constitucional. De esas características fueron la Junta Militar de 1948-1950 presidida sucesivamente por Manuel A. Odría y Zenón Noriega, y la Junta Militar de 1962-1963 presidida sucesivamente por Ricardo Pérez Godoy y Nicolás Lindley López.
El gobierno militar instaurado en 1968, si bien siguió el modelo antedicho, trajo algunas novedades. Se denominó Gobierno Revolucionario de las Fuerzas Armadas; sus titulares (que fueron sucesivamente los generales Juan Velasco Alvarado y Francisco Morales Bermúdez) usaron el título de Presidente de la República; no fijó plazo para restablecer el orden constitucional, y por el llamado «Estatuto del Gobierno Revolucionario», además de asumir las funciones ejecutivas y legislativas, dispuso actuar, en todo lo demás, conforme a la Constitución y otras leyes, siempre en cuando estas fueran compatibles con los objetivos del gobierno revolucionario. En otras palabras, la Constitución quedó subordinada a los objetivos de la dictadura, lo que, naturalmente, trajo consigo la instauración del reino de la arbitrariedad. Deportaciones de opositores, expropiaciones de bienes privados, silenciamiento de la prensa, etc., fueron una muestra elocuente de ello.
Fracasado el experimento revolucionario de los militares, Morales Bermúdez convocó a una Asamblea Constituyente, la cual discutió y promulgó una nueva Constitución, la de 1979, la misma que entró en vigencia el 28 de julio de 1980, al producirse el retorno de la democracia.